# Stazione di Furci
La stazione di Furci è una fermata ferroviaria posta al km 305+518 della linea Messina-Siracusa a servizio del comune di Furci Siculo.

## Storia
La fermata, originariamente classificata come "casa cantoniera", venne attivata il 1º giugno 1911; venne stabilita costruendo un marciapiede e un fabbricato lato mare in un tratto in curva del binario in corrispondenza dell'abitato di Furci. La fermata fu presenziata da apposito agente di custodia fino al provvedimento di impresenziamento della metà degli anni novanta.

## Strutture e impianti
La fermata è costituita da un piccolo fabbricato a due elevazioni e un marciapiede. È priva di segnalamento ferroviario e non ha funzioni inerenti alla circolazione dei treni.

## Movimento
Il quadro dell'orario invernale del 1938 in vigore dal 4 dicembre riporta la fermata di 10 treni accelerati provenienti da Messina e in senso inverso di 5 accelerati da Catania e 2 da Taormina-Giardini.
Nel 2014 il servizio offre la fermata di 14 treni regionali feriali provenienti da Messina. In senso inverso i treni che vi effettuano fermata sono 12.